# Campylotropis sessilifolia
Campylotropis sessilifolia är en ärtväxtart som beskrevs av Anton Karl Schindler. Campylotropis sessilifolia ingår i släktet Campylotropis och familjen ärtväxter. Inga underarter finns listade i Catalogue of Life.